# Phaeogenes tenuicinctus
Phaeogenes tenuicinctus là một loài tò vò trong họ Ichneumonidae.